# Иштван Кочиш
Иштван Кочиш (мађ. Kocsis István; Чорна, 6. октобар 1949 — Чорна, 9. јун 1994) је био Мађарски фудбалер, репрезентативац који је играо на позицијама одбрамбеног играча. Био је у репрезентацији Мађарске на Светском првенству у фудбалу 1978. године.

## Каријера

### Клуб
Од 1975. до 1981. играо је за будимпештански Хонвед пре него што је отишао у Белгију где је две сезоне играо за Лирс (66 утакмица), након чега је одлучио да се врати у Мађарску да игра за ФК Шопрон, пре него што је завршио каријеру у нижеразредном аустријском тиму.

### Репрезентација
У репрезентацији Мађарске играо је 20 пута између 1977. и 1983. године. Био је члан тима који је учествовао на Светском првенству у Аргентини 1978. године. Надимци су му били Шандор и Пишта.

## Достигнућа
- Прва лига Мађарске у фудбалу:
  - шампион: 1979/80
- Фудбалер године: 1978